# Stratifikace Země

Stratifikace Země

Stratifikace Země je označení pro geologické členění Země, které vychází z rozdílných vlastností zemských částí a jejich chemických a fyzikálních vlastností.

## Dělení Země

### Litosféra
Svrchní obal Země, který je v přímé interakci s ostatními zemskými sférami jako je hydrosféra, atmosféra a biosféra. Je tvořena vulkanickými, metamorfovanými a sedimentárními horninami. Litosféra jako celek je tvořena litosférickými deskami, které jsou v pohybu a které se v čase mění.

### Kontinentální kůra
Kontinentální (pevninská) kůra je částí zemské kůry, která je vyvinuta pod pevninami, její spodní hranicí je Conradova diskontinuita. Tato je však obtížně sledovatelná, neboť není souvisle vyvinutá a mívá i charakter pozvolného přechodu. Z fyzikálního hlediska je oblastí, ve které se podélné seizmické vlny šíří rychlostí nižší než 6,2 km/s. Podle metamorfního modelu zemské kůry patří ke k.k. též bazaltová nebo gabrová vrstva společně s metamorfity granulitové facie (s rychlostí šíření vln mezi 6,5-7,2 km/s). Při tomto pojetí je pak spodní hranicí Mohorovičičova diskontinuita. Kontinentální kůra má oproti oceánské kůře výrazně větší mocnost – průměrně 35 km, ale extrémy dosahují hodnot až 90 km.

### Conradova diskontinuita
Jedná se o horizontální plochu nespojitosti v zemské kůře, která odděluje tzv. granitickou vrstvu od bazaltické, tvoří tedy přechod mezi svrchní a spodní kůrou. Její hloubka je kolísavá v odlišných typech kůry mezi 5 až 30 km. Není však všude definována. Dochází na ní k změně rychlosti seismických P-vln (podélné, objemové vlny) z 5,6 km/s ve svrchní části kůry na 6,5 km/s ve spodní části. Termín pro tuto vrstvu byl poprvé použit rakouským seismologem a klimatologem Victorem Conradem (1876-1962) roku 1925 v díle „Laufzeitkurven der Tauernbebens von 28. Nov. 1923“ na základě jeho studií prováděných v oblasti východních Alp.

### Oceánská kůra
Oceánská kůra zabírá 73 % zemského povrchu, čímž se stává převládající složkou Země. Oproti kontinentální kůře má menší mocnost, která se v průměru pohybuje mezi 5–10 kilometry. Je ale hustší, což ji více „boří“ do plastické astenosféry. Její nejstarší části byly pomocí radiodatačních metod určeny na 600 miliónů let (Ma), což přímo souvisí s její neustálou obnovou na oceánských hřbetech, oproti kontinentální kůře se tak jedná o dynamickou složku.

### Mohorovičićova diskontinuita
Mohorovičićova diskontinuita (známá také pod zkratkou MOHO) je vrstva, která geologicky definuje přechod zemské kůry a svrchního pláště. Nachází se v rozmezí hloubek 20-90 kilometrů pod kontinenty a 10-20 kilometrů pod oceány.

### Zemský plášť
Zemský plášť je jedna z vrstev Země, shora vymezená zemskou kůrou a zespodu zemským jádrem. Z geofyzikálního i geochemického hlediska může být rozdělen na svrchní a spodní plášť.

#### Svrchní plášť
Svrchní plášť je shora ohraničen Mohorovičićovou diskontinuitou (MOHO), která se rozkládá pod oceány do hloubky 0–20 km a pod kontinenty do hloubky 20-90 km. Spodní hranice svrchního pláště je přibližně v hloubce 650 km a souvisí s fázovým přechodem v hornině. Průměrná hustota této části pláště byla určena na 3,27 g/cm³, což umožňuje pohyb nadložních litosférických desek.

#### Spodní plášť
Spodní plášť je alokován od hloubky 650 km až k zemskému jádru, tedy přibližně do hloubky 2 900 km, od něhož je oddělen Gutenbergovou diskontinuitou. Plášť je obohacen o prvky kobalt, hliník a titan. Hustota se pohybuje v rozmezí 4–6 g/cm³. Dochází zde k přeměně gama-spinelu a majoritu na perovskit. O spodním plášti je známo jen velmi málo údajů. Hlouběji do nitra Země se pak jeví spodní plášť jako chemicky homogenní těleso.

### Gutenbergova diskontinuita
Gutenbergova diskontinuita je část zemského obalu, která je alokována v hloubce 2 900 kilometrů od zemské kůry, což představuje přechod mezi spodním pláštěm tvořeného silikátovou taveninou a polotekutým jádrem tvořeným polotekutými kovy (hlavně železo a nikl). Její mocnost se na základě měření pohybu seismických vln odhaduje na 300 kilometrů. Situována je přibližně do hloubky 2 900 kilometrů od povrchu Země.

### Zemské jádro
Zemské jádro je geosféra nacházející se ve středu Země. Začíná zhruba v hloubce 2 900 km pod povrchem a zahrnuje zhruba 31 % hmotnosti Země, nejvyšší podíl v něm asi mají železo a nikl. Jádro je 2× těžší než zemský plášť.

#### Vnější jádro
Polotekuté jádro je vyjma železa a niklu tvořeno nejspíše ještě kobaltem, sírou, křemíkem a kyslíkem, což mu dává polotekutou strukturu (silito-likvidní substrát). Jelikož je obal jádra tekutý, zabraňuje pronikání zemětřesných s-vln (sekundární vlny – příčné vlny) skrz tuto část, neboť tyto vlny nejsou schopny procházet skrz kapalinu.

#### Vnitřní jádro
Pevné vnitřní jádro zvané též jadérko je tvořeno pevným skupenstvím zmiňovaného železa a niklu. Jeho vznik je vysvětlován gravitační krystalizací původní taveniny. Do dnešního dne není přesně známo, zdali bylo jádro roztaveno zcela a nebo jenom jeho část, ale v současnosti se spíše předpokládá, že bylo roztaveno v období planetisimál celé. Jeho tvar neodpovídá kulovému, ale je zploštělé, odpovídá tedy spíše elipse. Pevné jádro se každoročně otočí o 1–3 stupně více než polotekutý obal a zbytek Země, což je nejspíše důvod, proč vzniká magnetické pole planety Země. Výzkum z roku 2025 ukazuje, že je vnitřní jádro není úplně tuhé.